# Кайо Канедо
Кайо Канедо (порт. Caio Canedo Corrêa, араб. كايو كانيدو; нар. 9 серпня 1990, Вольта-Редонда) — бразильський та еміратський футболіст, нападник еміратського клубу «Аль-Васл».
Виступав, зокрема, за клуб «Ботафогу», а також національну збірну ОАЕ.
Чемпіон ОАЕ. Переможець Ліги Каріока.

## Клубна кар'єра
Народився 9 серпня 1990 року в місті Вольта-Редонда.
У дорослому футболі дебютував 2009 року виступами за команду «Волта-Редонда», в якій того року взяв участь у 0 матчах чемпіонату. 
Своєю грою за цю команду привернув увагу представників тренерського штабу клубу «Ботафогу», до складу якого приєднався 2009 року. Відіграв за команду з Ріо-де-Жанейро наступні три сезони своєї ігрової кар'єри.
Згодом з 2012 по 2023 рік грав у складі команд «Фігейренсе», «Інтернасьйонал», «Віторія» (Салвадор), «Аль-Васл» та «Аль-Айн».
До складу клубу «Аль-Васл» приєднався 2023 року. 

## Виступи за збірну
У 2020 році дебютував в офіційних матчах у складі національної збірної ОАЕ.
У складі збірної був учасником кубка Азії з футболу 2023 року у Катарі.

## Титули і досягнення
- Чемпіон ОАЕ (2):

«Аль-Айн»: 2021-22
«Аль-Васл»: 2023-24
- Володар Кубка ліги ОАЕ (1):

«Аль-Айн»: 2021-22
- Володар Кубка Президента ОАЕ (1):

«Аль-Васл»: 2023-24
- Переможець Ліги Каріока (1):

«Ботафогу»: 2010